# إلياس هيكس
كان إلياس هيكس (19 مارس عام 1748 – 27 فبراير 1830) قسيسًا متجولًا لجمعية الأصدقاء الدينية (الكوكيرز) من لونغ آيلاند في ولاية نيويورك، وروّج لعقائد غير تقليدية أثارت الجدل، ما أدى للانشقاق الكبير الأول ضمن الجمعية آنفة الذكر. كان إلياس هيكس أكبر أقرباء الرسام إدوارد هيكس.

## مطلع حياته
وُلد إلياس هيكس في هيمبستيد بولاية نيويورك عام 1748، ابنًا لجون ومارثا هيكس المزارعين. امتهن إلياس النجارة، وأصبح فردًا من الكويكرز مثل والده في أوائل عشرينياته.
تزوج هيكس من جيميما سيمان، وكانت زميلة له في الكويكرز، في 2 يناير عام 1771، ورُزقا بأحد عشر طفلًا، لم يتجاوز منهم مرحلة الطفولة سوى خمسة. أصبح هيكس مزارعًا بالمحصلة، واستقر في مزرعة أهل زوجته في أريحا في نيويورك، والتي تُعرف اليوم بمنزل إلياس هيكس، وهناك قدّم وزوجته، كما فعل أفراد كويكرز آخرون في أريحا، إقامة مجانية للمسافرين على مأصر أريحا لتجنبيهم البحث عن خانات يأوون فيها ليلًا.
في عام 1778، ساعد هيكس في بناء بيت الاجتماعات المسمى بـ «الأصدقاء» في أريحا، والذي ما يزال مكانًا لعبادة الكويكرز، ووعظ بنشاط في اجتماعات الجمعية، وبحلول عام 1778 اعُترف به كقسيس مسجّل. كان يُعتبر هيكس متحدثًا موهوبًا ذا صوت قوي وأسلوب مميز، فكانت ترتاد اجتماعاته حشودٌ كبيرة وصلت أحيانًا للآلاف. في نوفمبر عام 1829، سمع الشاب والت وايتمان هيكس وهو يعظ في فندق موريسون في بروكلين، وقال لاحقًا: «دائمًا ما يشير إلياس هيكس إلى ينبوع كل اللاهوت المجرد، وكل الدين، وكافة العبادة، وكامل الحقيقة التي يمكن أن تكون مؤهلًا لها، أعني بنفسك أو بعلاقاتك المتأصلة. فالآخرون يتكلمون عن الأناجيل، والقديسين، والكنائس، والعظات والكفارات المنابة – أي الشرائع الكنسية البعيدة والخارجة عن الإنسان – بينما يشير إلياس هيكس إلى الدين داخل طبيعة الإنسان الخاصة، وهو ما يعمل باستمرار لتأجيجه، وتغذيته، وتثقيفه، وتعزيزه وتقويته.»

## نشاطه المناهض للعبودية
كان إلياس هيكس من أوائل الكويكرز الذين ناصروا التحرير من العبودية.
انضم هيكس في لونغ آيلاند عام 1778 لزملائه من الكوكيرز الذين كانوا قد بدأوا بتحرير عبيدهم منذ مارس عام 1776، وكان الكوكيرز في اجتماع ويستبري من أوائل من قاموا بذلك في نيويورك، ومن ثم تحرر جميع عبيد الكويكرز في ويستبري بحلول عام 1799 حذوًا بهم.
شارك هيكس في تأسيس الجمعية الخيرية لاجتماعات أريحا وويستبري عام 1794، والمخصصة لتقديم المساعدة للأمريكيين الفقراء المحليين من أصول أفريقية وتعليم أطفالهم.
في عام 1811، كتب هيكس مشاهدات عن عبودية الأفارقة وأنسالهم، وربط فيه قضية التحرير الأخلاقية بشهادة الكويكرز للسلام، قائلًا بأن العبودية كانت نتاجًا للحرب.

## آراؤه العقائدية
اعتبر هيكس طاعة النور الداخلي القاعدة الوحيدة للإيمان والمبدأ التأسيسي للمسيحية.
ورغم اتهام الكثيرين له بإنكار ألوهية المسيح، نتجت الشكوكية عن آرائه غير التقليدية، فقد اعتقد أن يسوع قد نفذ جميع أحكام القانون بموجب حكم الشريعة الموسوية، وبعد الطقس الأخير (معمودية يوحنا في الماء)، مُنح القوة من الأعلى ليؤدي مهامه الكهنوتية، واعتقد هيكس أن يسوع كان المسيح أو ابن الإله من خلال طاعته المطلقة للنور الداخلي، وأشار إليه عادةً بـ«نموذجنا العظيم»، مشجعًا الآخرين على ضرورة أن ينموا بالمحبة والصلاح مثله ليشعروا بهذه الحالة الإنجيلية.
دحض هيكس ضمنيًا مفاهيم النيابة الجزائية، والخطيئة الًاصلية، والثالوث، والقدر، واستحالة السقوط من النعمة، ووجود شيطان خارجي، ولم يتحدث قط عن جحيم أبدي، ولكنه عبر عن ضرورة اتحاد الروح «الآن» تحضيرًا لـ«عوالم الخلود»، وأن إدانة الروح من اختيار إرادتنا الحرة، ولم يكتبها الإله علينا.

## وصلات خارجية
- إلياس هيكس على موقع الموسوعة البريطانية (الإنجليزية)
- إلياس هيكس على موقع إن إن دي بي (الإنجليزية)